# Frontinus
Sextus Julius Frontinus (n. 30 - d. 103) a fost unul dintre cei mai distinși aristocrați romani de la sfârșitul primului secol d.Hr., dar este mai cunoscut în lumea postclasică ca un autor de tratate tehnice, în special unul care se ocupă de apeductele de la Roma, domeniu în care a dovedit reale cunoștințe de geometrie și agrimensură.

## Biografia
În 70 a fost pretorian, iar cinci ani mai târziu a fost trimis în Marea Britanie pentru al înlocui pe Quintus Petillius Cerialis, ca guvernator al acestei insule. El a supus tribul silurilor și alte triburi ostile din Țara Galilor, a stabilit o nouă bază la "Caerleon" sau "Augusta Isca" pentru legiunea Legio II Augusta și a creat o rețea de forturi mici care erau situate la cincisprezece-douăzeci kilometri unul de altul pentru unitățile sale auxiliare. Unul dintre acestea ar fi fost fortul de la Luentinum care controla mina de aur de la Dolaucothi, și a avut numeroase apeducte. El a fost urmat de Gnaeus Julius Agricola în 78. Agricola a fost socrul celebrului istoric Tacitus.
În 95 a fost numit comisar de apă pentru apeducte (curator aquarum) la Roma de către împăratul Nerva, o funcție conferită persoanelor cu statut social foarte mare. El a fost, de asemenea, un membru al "Colegiului de bun augurAcesta a prezentat un raport oficial cu privire la starea apeductelor care deservesc Roma spre sfârșitul secolului I d.Hr., primul raport oficial al unei anchete cu privire la lucrările de inginerie care a fost publicat vreodată.
În această calitate el a urmat un alt oficial distins de statul roman, Agrippa, prieten, aliat și ginerele lui Augustus, care a organizat în 34 î.Hr. o campanie de reparații și îmbunătățiri publice, inclusiv renovarea apeductului Aqua Marcia și o extindere a acesteia conducte pentru a acoperi mai mult din oraș. Prin acțiunile sale, după ce a fost ales în 33 î.Hr. ca unul dintre "aediles" (funcționari responsabili pentru clădirile și festivalurile de la Roma), străzile au fost reparate și canalizările au fost curățate și renovate. Agrippa și-a făcut cunoscut mandatul, prin extinderea și restaurarea Cloaca Maxima, canalizarea principală din Roma, construirea de terme, porticuri și grădini.

## Apeductele  Romei

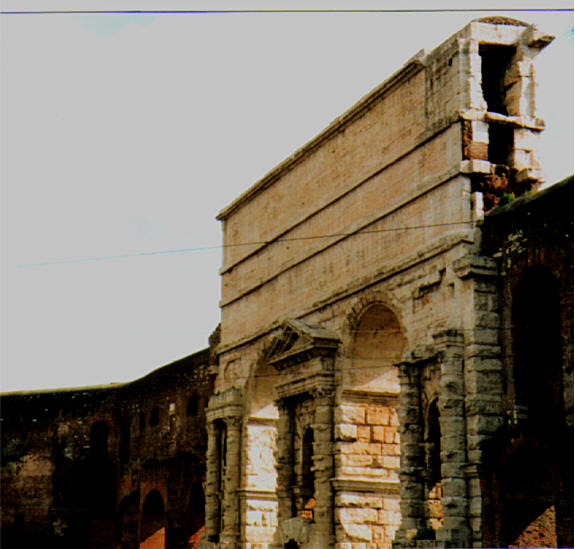
Rămășițele apeductelor "Aqua Claudia" și "Aqua Anio Novus", integrate în zidul lui Aurelian ca o poartă în 271 AD.

Opera sa principală este "De aquaeductu", în două cărți, un raport oficial pentru împărat cu privire la starea apeductelor de la Roma.  Aceasta prezintă o istorie și o descriere a alimentării cu apă de la Roma, inclusiv legile referitoare la utilizarea și întreținerea sa.  Istoria tuturor apeductelor de la Roma este descrisă și include inclusiv detalii cu privire la dimensiunile canalelor și a debitelor lor, cum ar fi  Aqua Appia, Aqua Alsietina, Aqua Tepula, Anio Novus, Aqua Virgo și Aqua Claudia.
Aqua Traiana a fost construit mai târziu și a fost terminat în anul 109 d.Hr.. Este cel mai mare dintre toate apeductele romane, și se termină la Janiculum într-o serie de mori de apă. Frontinus descrie calitatea apei livrate de către fiecare, în principal în funcție de sursa lor, fie că este vorba de râu, lac sau de izvor.

### Fraudă și furt
Una din primele sarcini pe care le-a avut atunci când a devenit comisar de apă a fost să pregătească hărți ale sistemului, astfel încât să poată evalua starea lor înainte de a întreprinde întreținerea acestora. El spune că multe apeducte au fost neglijate și nu lucrează la întreaga lor capacitate. El a fost preocupat în mod special de deturnarea alimentării de către agricultori și comercianți lipsiți de scrupule, printre multe altele. Aceștia au introdus țevi în canalul de apeducte pentru a se aproviziona.  El a făcut, prin urmare, un studiu meticulos de admisie și livrare pentru fiecare linie, iar apoi a investigat discrepanțele. Pe țevi au fost puse ștanțe de plumb care poartă numele proprietarului, de asemenea, au fost folosite pentru a preveni furtul de apă. El era perfect conștient de lucrarea De Arhitectura de Vitruvius, care menționează construcția apeductului și întreținerea lui, publicată în secolul trecut. 

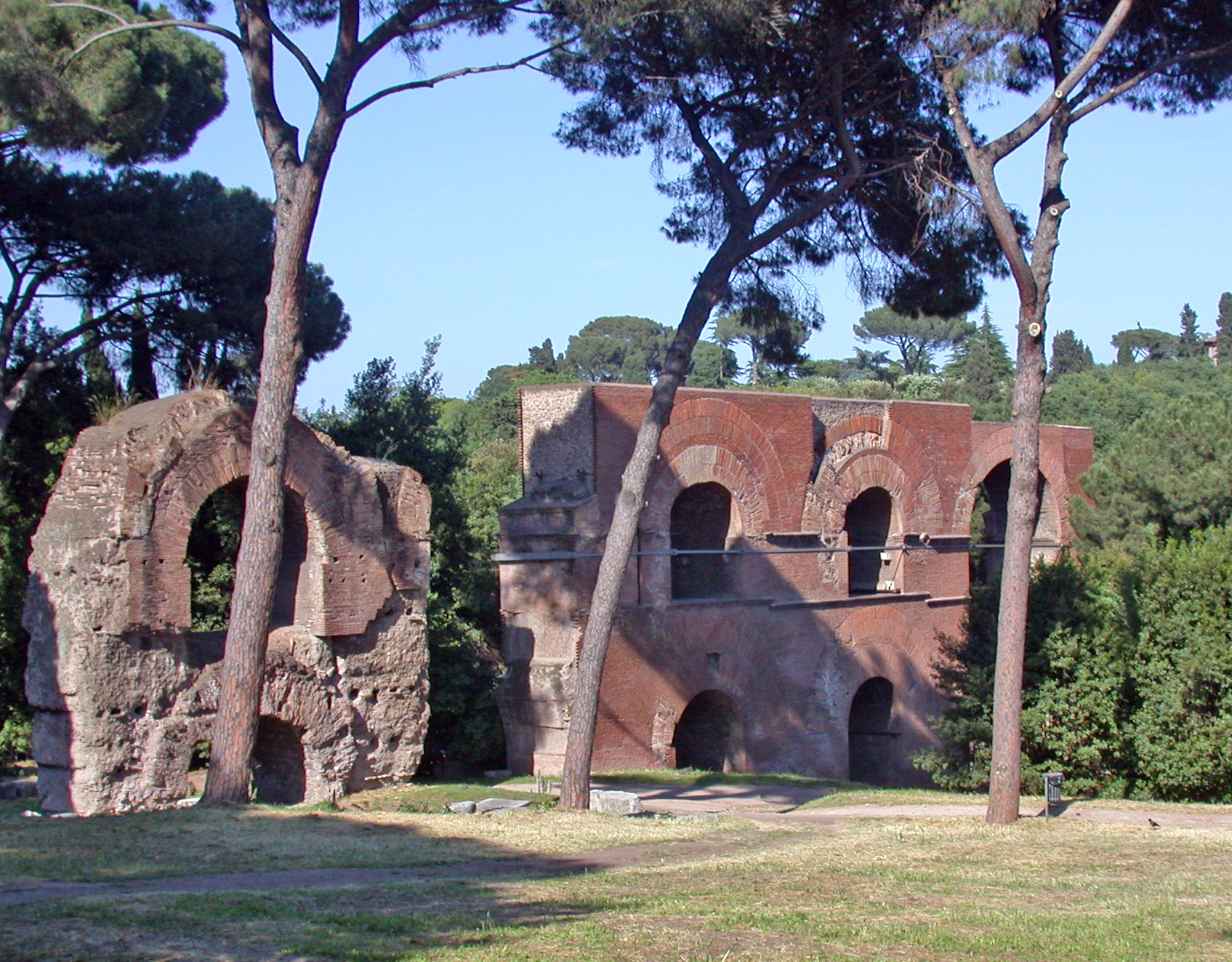
Rămășițele apeductului "Aqua Claudia"

### Sistemul de distribuție
Distribuția apei depindea într-un mod complex de înălțimea sa de intrarea în oraș, calitatea apei și a debitului său. Astfel, apa de calitate slabă putea fi trimisă pentru irigații sau grădini, în timp ce doar cea mai bună apă putea fi rezervată pentru utilizarea potabilă. Apa intermediară era folosită pentru băi și fântâni. Cu toate acestea, Frontinus a criticat practica de a amesteca apa din diferite surse, și una din deciziile lui a fost de a separa apele din fiecare sistem.

### Întreținere
El a fost foarte preocupat de scurgerile din sistem, în special cele din conductele subterane, care au fost dificil de localizat și reparat, o problemă cu care se confruntă în continuare inginerii de apă astăzi. Apeductele aeriene necesită grijă pentru a se asigura că zidăria a fost păstrată în stare bună, în special cele care trec peste suprastructuri arcuite. El a spus că era esențial ca aceste suprastructuri să se mențină la o distanță de copaci, astfel încât rădăcinile lor să nu afecteze structurile. El a revizuit legislația în vigoare care reglementa apeductele de stat, precum și nevoia de aplicare a acestor statute.

## Tactici militare
Frontinus de asemenea, a scris un tratat teoretic în domeniul științei militare, acest tratat este pierdut. Lucrarea sa "Strategemata", este o colecție de exemple de stratageme militare din istoria romană și greacă, aparent pentru utilizarea de către generali. El se bazează pe experiența proprie ca general în Germania, sub Domițian, dar asemănările dintre anecdotele pe care el le înregistrează și versiunile altor autori romani cum ar fi Valerius Maximus și Titus Livius sugerează că el s-a inspirat în principal,din surse literare.  Autenticitatea celei de a patra carte a fost contestată .
Un exemplu pe care el îl dă este controlul apei râului în timpul unui asediu:
Lucius Metellus, atunci când lupta în Spania, a deviat cursul unui râu și l-a direcționat de pe un teren mai ridicat împotriva taberei inamicului, care era amplasată pe un teren jos. Apoi, când inamicul a intrat în panică din cauza inundației bruște, el i-a ucis pe inamici într-o ambuscadă, folosind soldați care au fost staționați pentru acest scop.

## Scrieri
Baza scrierilor sale o constituie izvoarele alexandrine.
A considerat geometria drept o știință aplicativă.
A scris despre măsurarea pământului, tehnica militară, apeducte.
În ultima lucrare terminată prin anul 98 d.Hr. se întâlnesc o mulțime de calcule de perimetre ale țevilor de apeducte în care se utiliează valoarea lui π: {\displaystyle \pi =3{\frac {1}{7}},} exprimat cu aproximație în fracții cu baza 12.
Alte lucrări sunt cunoscute după un manuscris, care a căpătat denumirea de Codex arcerian și care are originea probabil prin secolele VI - VII.